# Underground (computerspel)
Underground is een Nederlands puzzelspel uit 2015. Het spel werd ontwikkeld door Grendel Games voor de Nintendo Wii U dat uitkwam als digitale versie in de eShop. Het spel kan gebruikt als trainingsmiddel voor chirurgen. Daarvoor werd een speciale laparoscopische controller ontwikkeld.

## Ontwikkeling
Al in 2013 kwam het spel uit als trainingsgame voor artsen. Uit onderzoek bleek dat oefenen met het spel een significante verbetering bracht van coördinatie, omgekeerde bewegingen en vaardigheid van beide handen gecombineerd. In 2015 bracht Grendel het spel ook uit zodat het met de standaard Wii-afstandsbediening gespeeld kan worden.

## Ontvangst
In 2013 won Underground twee uilen tijden de Dutch Game Awards voor "Best Serious Games" en "Best Applied Game Design". Nintendolife beoordeelde het spel met acht van de tien sterren.